# Faneindvielsen 21. juni 1936
Faneindvielsen 21. juni 1936 er en dansk dokumentarfilm fra 1936.

## Handling
Reportage fra en faneindvielse 21. juni 1936 i Kastellet i København.